# Tainter Lake
Tainter Lake es un lugar designado por el censo ubicado en el condado de Dunn en el estado estadounidense de Wisconsin. En el Censo de 2010 tenía una población de 2.242 habitantes y una densidad poblacional de 40,4 personas por km².

## Geografía
Tainter Lake se encuentra ubicado en las coordenadas 44°59′21″N 91°50′54″O / 44.98917, -91.84833. Según la Oficina del Censo de los Estados Unidos, Tainter Lake tiene una superficie total de 55.49 km², de la cual 47.99 km² corresponden a tierra firme y (13.53%) 7.51 km² es agua.

## Demografía
Según el censo de 2010, había 2.242 personas residiendo en Tainter Lake. La densidad de población era de 40,4 hab./km². De los 2.242 habitantes, Tainter Lake estaba compuesto por el 97.59% blancos, el 0.45% eran afroamericanos, el 0.4% eran amerindios, el 0.94% eran asiáticos, el 0% eran isleños del Pacífico, el 0.18% eran de otras razas y el 0.45% pertenecían a dos o más razas. Del total de la población el 0.98% eran hispanos o latinos de cualquier raza.